# Muscogee County
Das Muscogee County ist ein County im Bundesstaat Georgia der Vereinigten Staaten. Der Verwaltungssitz (County Seat) ist Columbus und ist mit der Ausdehnung des Countys identisch.

## Geographie
Das County liegt im Westen von Georgia, an der Grenze zu Alabama und hat eine Fläche von 572 Quadratkilometern, wovon zwölf Quadratkilometer Wasserfläche sind, und grenzt im Uhrzeigersinn an folgende Countys: Harris County, Talbot County und Chattahoochee County.
Das County ist Teil der Metropolregion Columbus.

## Geschichte
Muscogee County wurde am 9. Juni 1825 als 69. County von Georgia aus akquiriertem Land der Creek-Indianer gebildet. Benannt wurde es nach den Muscogee-Indianern, aus denen die Creek-Indianer und die Seminolen hervorgegangen sind. Seit 1971 entspricht die Fläche des Countys dem Stadtgebiet von Columbus – die erste Stadt-Countyverwaltung in den Vereinigten Staaten war gegründet.

## Demografische Daten
→ Siehe auch: Columbus: Demografische Daten

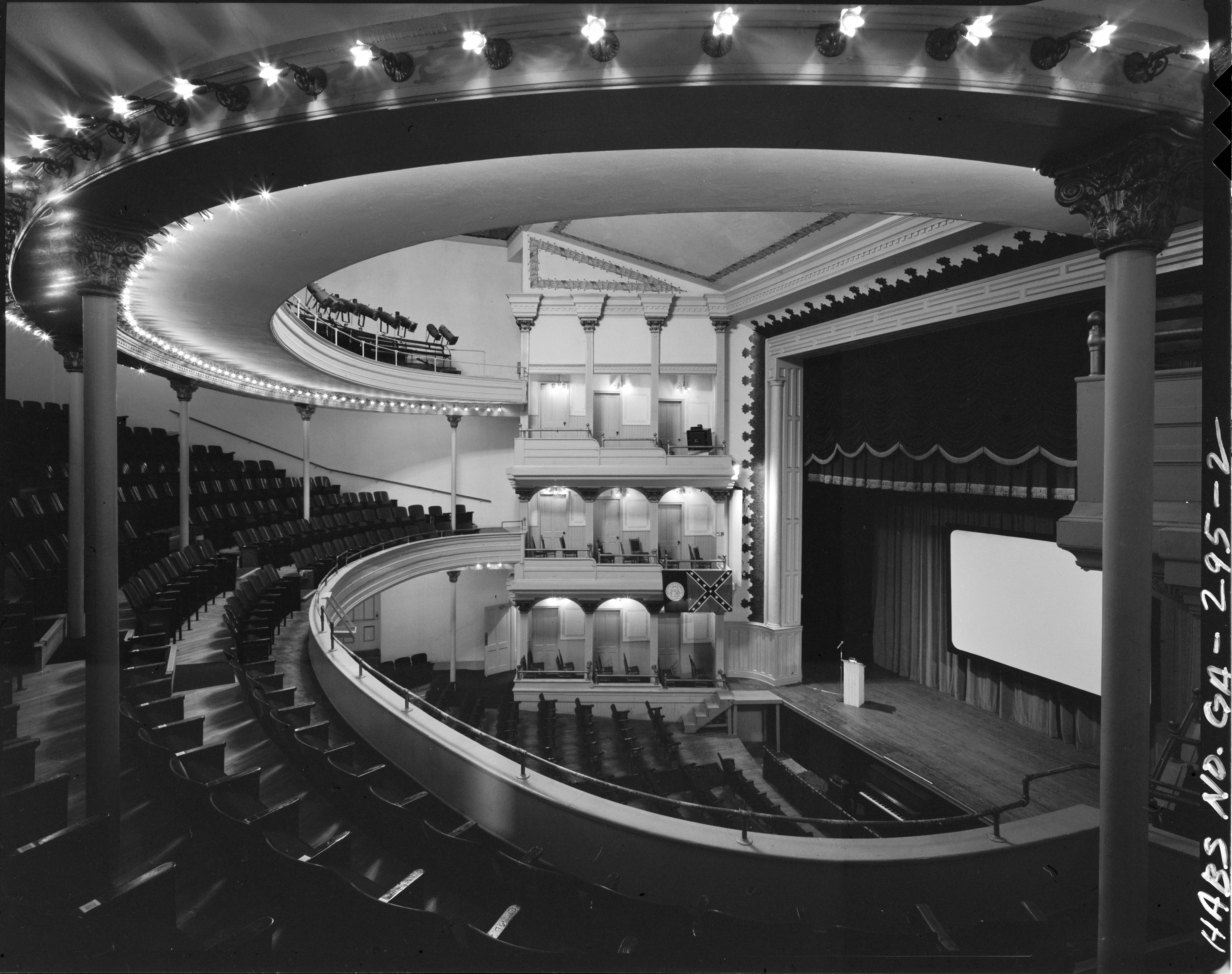
Das Springer Opera House, gelistet im NRHP

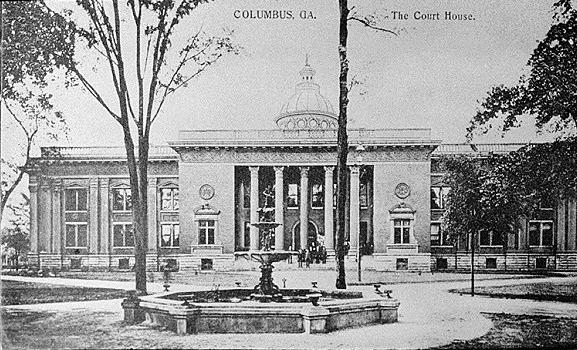
Ehemalige Muscogee County Courthouse im Jahre 1941, der 1970 abgerissen wurde.